# Cibits
Pour les articles homonymes, voir Cibits.
Cibits est une ancienne commune française du département des Pyrénées-Atlantiques. Le 20 juin 1842, la commune fusionne avec Larceveau et Arros pour former la nouvelle commune de Larceveau-Arros-Cibits.

## Géographie
Le village fait partie du pays d'Ostabarret, dans la province basque de Basse-Navarre.

## Toponymie
Le toponyme Cibits apparaît sous les formes Sevis (1150), Sanctus Andreas de Civiz (1160), Civiç (1350), Çibitz (1413),
Sent Andriu de Cibitz (1472, notaires de Labastide-Villefranche, n° 2, feuillet 22) et 
Civitix (1513, titres de Pampelune).
Le nom est vraisemblablement issu du latin civitas.
Son nom basque est Zibitze.

## Histoire
Entre 1790 et 1794, la commune d'Utxiat est réunie avec Cibits.
Au Moyen Âge c'est là que se réunissait la junte de la vallée de Hosta (Ostabarret).

## Politique et administration
| Période                                  | Période | Identité             | Étiquette | Qualité |
| ---------------------------------------- | ------- | -------------------- | --------- | ------- |
| 1793                                     | 1794    | Philippe Chourrout   |           |         |
| 1794                                     | 1795    | Dominique Sallaberry |           |         |
| 1795                                     | 1797    | Michel Elliseche     |           |         |
| 1797                                     | 1798    | Bertrand Astabie     |           |         |
| 1798                                     | 1842    | Pierre Lespade       |           |         |
| 1841                                     | 1842    | Michel Elliseche     |           |         |
| 1842                                     | 1842    | Marc Aphalo          |           |         |
| Les données manquantes sont à compléter. |         |                      |           |         |

## Démographie
| 1793 | 1800 | 1806 | 1821 | 1831 | 1836 |
| ---- | ---- | ---- | ---- | ---- | ---- |
| 323  | 301  | 384  | 321  | 365  | 348  |

## Culture locale et patrimoine

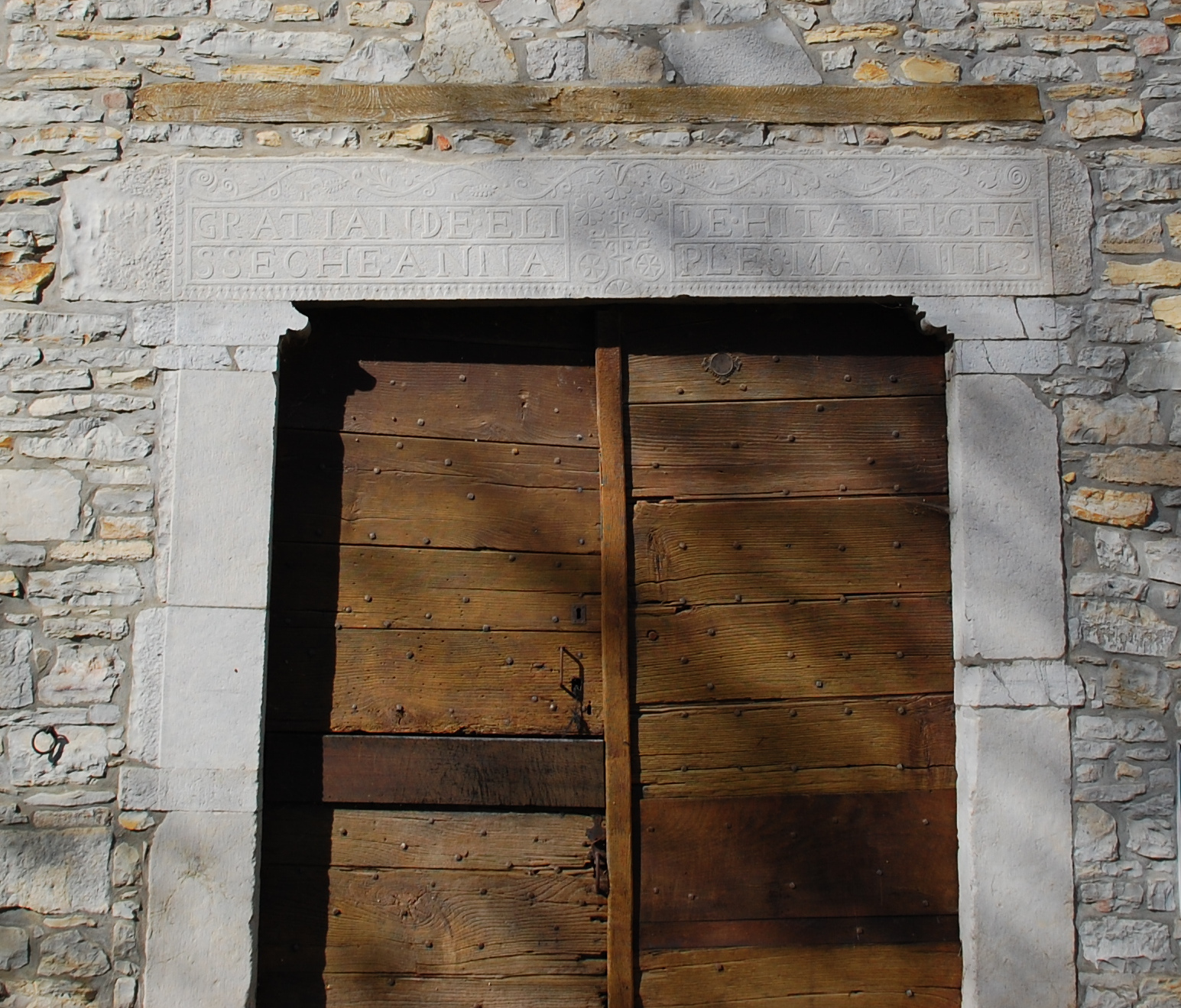
Atalburu « Gratian de Elisseche & Anna de Hita Teichar 1743 ».

### Patrimoine religieux
L'église Saint-André date du XIXe siècle.

## Pour approfondir